# 시스템 관리자
IT 관리자(IT administrator), 시스템 관리자(system administrator), 시스어드민(sysadmin) 또는 관리자(admin)는 컴퓨터 시스템, 특히 서버와 같은 다중 사용자 컴퓨터의 유지 보수, 구성 및 안정적인 운영을 담당하는 사람이다. 시스템 관리자는 관리하는 컴퓨터의 업타임, 컴퓨터 성능, 시스템 리소스 및 컴퓨터 보안이 설정된 예산을 초과하지 않고 사용자의 요구를 충족하는지 확인하려고 노력한다.
이러한 요구를 충족하기 위해 시스템 관리자는 컴퓨터 구성 요소 및 소프트웨어를 습득, 설치 또는 업그레이드하거나, 일상적인 자동화를 제공하고, 보안 정책을 유지하며, 트러블슈팅하고, 직원을 교육하거나 감독하거나, 프로젝트에 대한 기술 지원을 제공할 수 있다.

## 관련 분야
많은 조직에서는 시스템 관리와 관련된 직무를 제공한다. 규모가 큰 회사에서는 이러한 직무가 컴퓨터 지원 또는 정보 서비스(IS) 부서 내에서 모두 분리된 직책일 수 있다. 규모가 작은 그룹에서는 몇몇 시스어드민이 공유하거나 심지어 한 사람이 담당할 수도 있다.
- 데이터베이스 관리자 (DBA)는 데이터베이스 시스템을 유지 관리하며 데이터의 무결성과 시스템의 효율성 및 성능을 책임진다.
- 네트워크 관리자는 네트워크 스위치 및 네트워크 라우터와 같은 네트워크 인프라를 유지 관리하고, 이러한 문제 또는 네트워크에 연결된 컴퓨터의 동작 문제를 진단한다.
- 보안 관리자는 방화벽과 같은 보안 장치의 관리 및 일반적인 보안 조치에 대한 컨설팅을 포함하여 컴퓨터 및 네트워크 보안 전문가이다.
- 웹 관리자는 웹 사이트에 대한 내부 또는 외부 접근을 허용하는 웹 서버 서비스(예: 아파치 HTTP 서버 또는 인터넷 정보 서비스)를 유지 관리한다. 작업에는 여러 사이트 관리, 보안 관리 및 필요한 구성 요소와 소프트웨어 구성이 포함된다. 소프트웨어 변경 관리도 담당할 수 있다.
- 컴퓨터 운영자는 백업 테이프 변경 또는 RAID에서 고장난 드라이브 교체와 같은 일상적인 유지 보수 및 관리를 수행한다. 이러한 작업은 일반적으로 컴퓨터가 있는 방에 물리적으로 상주해야 하며, 시스어드민 작업보다 기술 수준은 낮지만, 운영자가 민감한 데이터에 접근할 수 있으므로 비슷한 수준의 신뢰가 필요할 수 있다.
- SRE 사이트 신뢰성 엔지니어 - 시스템 관리에 소프트웨어 공학 또는 프로그래밍 방식을 적용한다.

## 교육

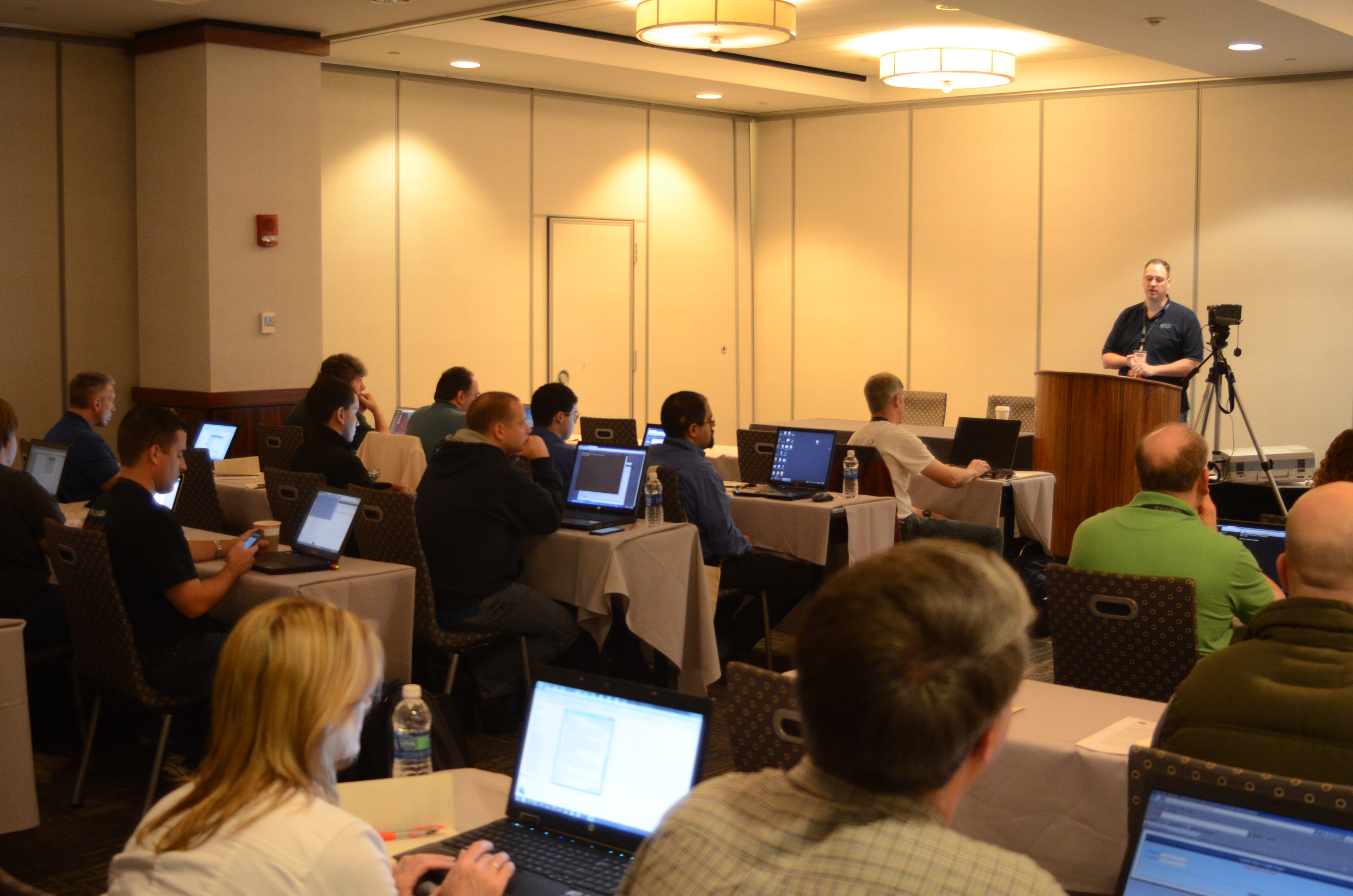
시스템 관리 컨퍼런스에서 진행되는 교육

대부분의 고용주는 컴퓨터 과학, 정보기술, 전자공학 또는 컴퓨터 공학과 같은 관련 분야의 학사 학위를 요구한다. 일부 학교에서는 시스템 관리 분야의 학부 및 대학원 과정도 제공한다.
또한 시스템 관리의 실용적인 특성과 오픈 소스 서버 소프트웨어의 쉬운 가용성 때문에 많은 시스템 관리자가 독학으로 이 분야에 진출한다.
일반적으로 예비 직원은 관리해야 하는 컴퓨터 시스템에 대한 경험을 요구받을 것이다. 대부분의 경우, 후보자는 Microsoft MCSA, MCSE, MCITP, Red Hat RHCE, Novell CNA, CNE, Cisco CCNA 또는 CompTIA의 A+ 또는 Network+, Sun Certified SCNA, 리눅스 전문 기관, 리눅스 재단 공인 엔지니어 또는 리눅스 재단 공인 시스템 관리자와 같은 산업 인증을 소지해야 한다.
때로는, 거의 예외 없이 소규모 사이트에서, 시스템 관리자의 역할이 숙련된 사용자에게 자신의 업무에 추가되거나 대체되어 부여될 수 있다.

## 기술
시스템 관리의 주제는 컴퓨터 시스템과 조직에서 사람들이 이를 사용하는 방식을 포함한다. 여기에는 운영체제와 컴퓨터 애플리케이션에 대한 지식은 물론 하드웨어 및 소프트웨어 트러블슈팅 지식, 그리고 조직의 사람들이 컴퓨터를 사용하는 목적에 대한 지식도 필요하다.
아마도 시스템 관리자에게 가장 중요한 기술은 문제 해결일 것이다. 종종 다양한 종류의 제약과 스트레스 속에서 말이다. 시스어드민은 컴퓨터 시스템이 고장나거나 오작동할 때 호출되며, 무엇이 잘못되었는지, 그리고 그것을 어떻게 가장 잘 고칠 수 있는지 신속하고 정확하게 진단할 수 있어야 한다. 또한 팀워크 및 의사소통 기술을 갖춰야 하며, 하드웨어 및 소프트웨어를 설치하고 구성할 수 있어야 한다.
시스어드민은 소프트웨어 배포 및 문제 해결을 위해 소프트웨어의 동작을 이해해야 하며, 일반적으로 일상적인 작업을 스크립팅하거나 자동화하는 데 사용되는 여러 프로그래밍 언어를 알아야 한다. 일반적인 시스어드민의 역할은 새로운 응용 소프트웨어를 설계하거나 작성하는 것이 아니지만, 다양한 구성 관리 도구를 사용하여 시스템 또는 응용 프로그램 구성을 자동화하는 책임을 맡을 때 경계가 다소 모호해진다. 시스어드민의 역할과 기술 세트에 따라 소프트웨어 엔지니어가 이해하는 것과 동등한 핵심/핵심 개념을 이해해야 할 수도 있다. 즉, 시스템 관리자는 직책의 의미에서 소프트웨어 공학자 또는 개발자가 아니다.
특히 인터넷 대면 또는 비즈니스 중요 시스템을 다룰 때, 시스어드민은 컴퓨터 보안에 대한 강력한 이해를 가지고 있어야 한다. 여기에는 단순히 소프트웨어 패치를 배포하는 것뿐만 아니라 예방 조치를 통해 침입 및 기타 보안 문제를 방지하는 것도 포함된다. 일부 조직에서는 컴퓨터 보안 관리가 전반적인 보안 및 방화벽과 침입 탐지 시스템의 유지를 담당하는 별도의 역할이지만, 모든 시스템 관리자는 일반적으로 컴퓨터 시스템의 보안을 책임진다.

## 직무
시스템 관리자의 책임은 다음과 같을 수 있다.
- 시스템 로그를 분석하고 컴퓨터 시스템의 잠재적 문제를 식별하는 것.
- 운영체제 업데이트, 패치 및 구성 변경 사항 적용.
- 새로운 컴퓨터 하드웨어 및 소프트웨어 설치 및 구성.
- 사용자 계정 정보 추가, 제거 또는 업데이트, 비밀번호 재설정 등.
- 기술적인 질문에 답변하고 사용자를 돕는 것.
- 보안 책임.
- 시스템 구성 문서화 책임.
- 보고된 문제 트러블슈팅.
- 시스템 성능 튜닝.
- 네트워크 인프라가 가동 중인지 확인.
- 파일 시스템 구성, 추가 및 삭제.
- 개발, 테스트 및 프로덕션 환경 간의 일관성 보장.
- 사용자 교육.
- 전산실 환경 계획 및 관리.

규모가 큰 조직에서는 위 작업 중 일부가 다른 시스템 관리자나 다른 조직 그룹의 구성원에게 분담될 수 있다. 예를 들어, 전담 담당자가 모든 시스템 업그레이드를 적용하고, 품질 관리 팀이 테스트 및 유효성 검사를 수행하며, 한 명 이상의 테크니컬 라이터가 회사에서 작성된 모든 기술 문서에 대한 책임을 질 수 있다. 규모가 큰 조직의 시스템 관리자는 일반적으로 시스템 설계자, 시스템 엔지니어 또는 시스템 설계자가 아니다.
규모가 작은 조직에서는 시스템 관리자가 기술 지원, 데이터베이스 관리자, 네트워크 관리자, 스토리지(SAN) 관리자 또는 애플리케이션 분석가 역할도 수행할 수 있다.

## 같이 보기
- 슈퍼유저
- 포럼 관리자
- 시스템 관리자의 날